# Exmar Ship Management
Exmar Ship Management (ESM) entstand 1991 als Ausgliederung des Gastransportgeschäfts der CMB-Gruppe (Compagnie Maritime Belge) und hat sich als ein weltweit tätiges Unternehmen entwickelt, das hauptsächlich in den Bereichen LNG, LPG und Offshore tätig ist.

## Reedereigruppe CMB
Die Reedereigruppe CMB wurde 1895 mit Hauptsitz in Antwerpen, Belgien, gegründet. 1995 wurden die CMB zur Hälfte von der südafrikanischen Reederei Safmarine übernommen, die ihren Hauptsitz daraufhin nach Antwerpen verlegte. 1998 wurden auch die restlichen Anteile übernommen und die CMB Linien später als SCL weiterführte. 1999, wurde Safmarine von der dänischen Reederei A.P. Møller-Mærsk übernommen, behielt aber den alten Namen. Seit dem Jahr 2000 führte Safmarine den Namen Compagnie Maritime Belge jedoch nicht mehr weiter und löste die Linienaktivitäten auf. Die Compagnie Maritime Belge (CMB) existiert heute als Schifffahrtsholding/Trampreederei und Finanzdienstleister.

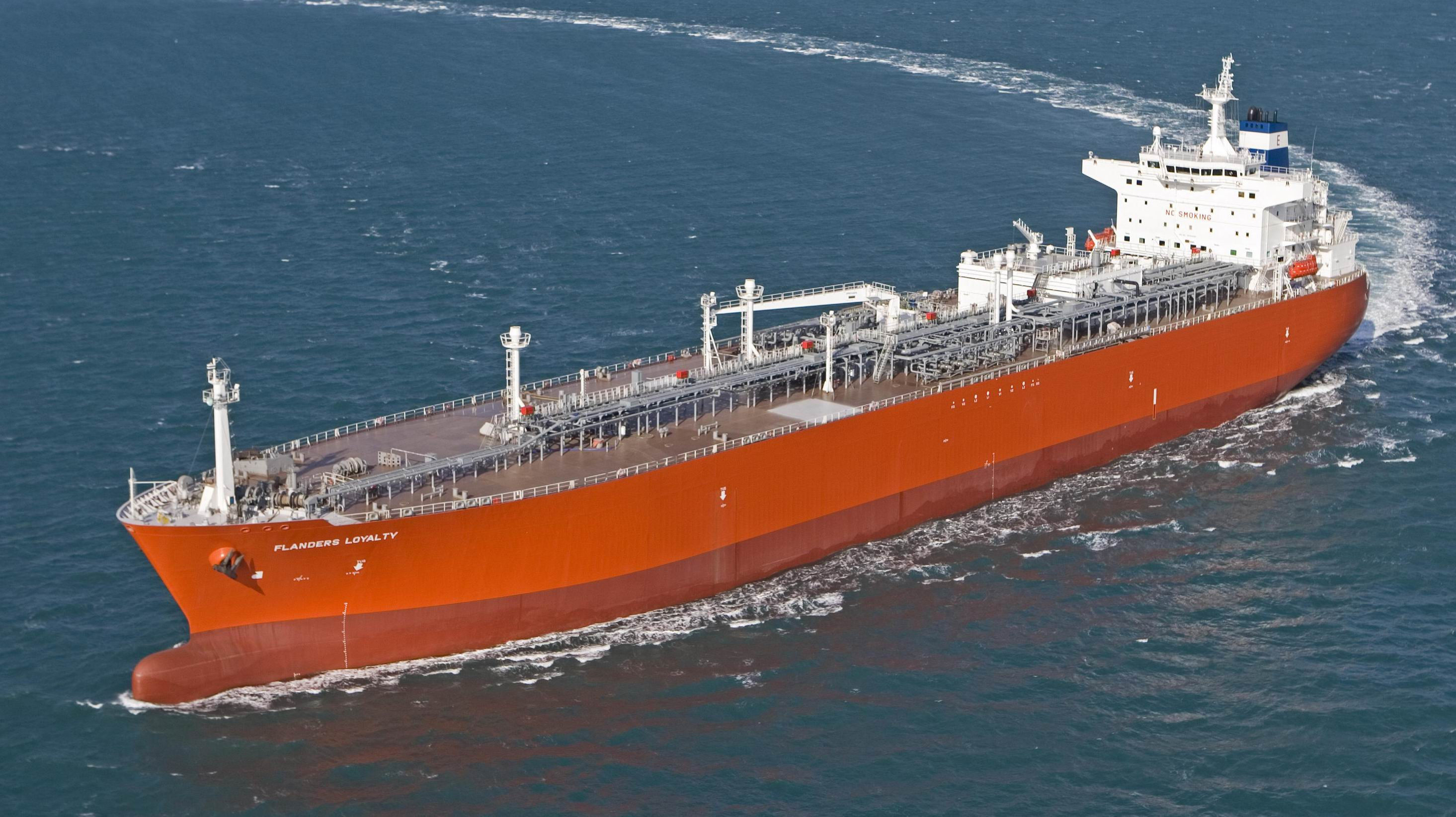
Die Flanders Loyalty war ein Flüssiggastanker von Exmar Belgien von 2007–2011, der heute BW Gas of Oslo, Norway gehört und BW Liberty heißt

## Managementgesellschaft der EXMAR-Gruppe
Die Schiffsmanagementgesellschaft der EXMAR-Gruppe hat sich neben den Reedereiaktivitäten speziell für Tankschiffe in verschiedene Schiffsmanagementdiensten wie z. B. Besatzungsmanagement für den Betrieb von Tankern (LNG-Tankern, LPG-Tankern, schwimmenden Speicher- und Regasifizierungsanlagen, schwimmenden Verflüssigungsanlagen) und Offshore-Unterkunftsschiffen engagiert. Weiterhin gehören technisches Schiffsmanagement, Bauaufsicht, Wartung, Schulung und Audits, IT-Beratungsdienste, Sicherheitsmanagement für Hafenanlagen, Sicherheitsmanagement, Schulungen und Übungen, Audits zu den Aufgaben dieser Gesellschaft.

### LNG cargo
Die LNG-Flotte umfasst folgende Schiffe:
| Schiff          | Kapazität m³ | gebaut | Werft                  | Owner                   | Type  | Ship-Management seit |
| --------------- | ------------ | ------ | ---------------------- | ----------------------- | ----- | -------------------- |
| EXCELERATE      | 138.000      | 2006   | DSME                   | EXMAR/Excelerate Energy | LNGRV | 20/10/2006           |
| EXCELLENCE      | 138.000      | 2005   | DSME                   | Maya Maritime           | LNGRV | 05/04/2005           |
| EXPERIENCE      | 174.400      | 2014   | DSME                   | G Kaiser                | LNGRV | 05/04/2005           |
| EXCELSIOR       | 138.000      | 2005   | DSME                   | EXMAR/TK LNG Partners   | LNGRV | 14/01/2005           |
| EXCEL           | 138.000      | 2003   | DSME                   | EXMAR/MOL               | LNGC  | 26/09/2003           |
| EXCALIBUR       | 138.000      | 2002   | DSME                   | EXMAR/TK LNG Partners   | LNGC  | 01/10/2002           |
| METHANIA        | 131.000      | 1978   | Boelwerf               | Distrigas LNG Shipping  | LNGC  | 01/01/1978           |
| EXPLORER        | 150.900      | 2008   | DSME                   | EXMAR/Excelerate Energy | LNGRV | 01/01/2008           |
| EXPRESS         | 150.900      | 2009   | DSME                   | EXMAR/Excelerate Energy | LNGRV | 11/05/2009           |
| EXEMPLAR        | 150.900      | 2010   | DSME                   | Excelerate Energy       | LNGRV | 30/09/2010           |
| EXPEDIENT       | 150.900      | 2010   | DSME                   | Excelerate Energy       | LNGRV | 02/04/2010           |
| EXQUISITE       | 150.900      | 2009   | DSME                   | Excelerate Energy       | LNGRV | 30/10/2009           |
| LNG LERICI      | 65.000       | 2009   | Sestri Cantieri Navali | LNG Shipping            | LNGRC | 03/10/2012           |
| LNG Portovenere | 65.000       | 2009   | Sestri Cantieri Navali | LNG Shipping            | LNGRV | 04/10/2012           |

### Regasifizierungsanlagen und Tanklagerschiffe
| Schiff       | Kapazität m³ | gebaut | Werft          | Owner | Type | Ship-Management seit |
| ------------ | ------------ | ------ | -------------- | ----- | ---- | -------------------- |
| FSRU Toscana | 79.984       | 2012   | Drydocks World | OLT   | FSRU | 01/02/2012           |

### LPG/NH3-Schiffe
EXMAR Ship Management managed folgende Gas Carrier:
| Schiff         | Kapazität m³ | gebaut | Werft         | Owner                            | Type              | Ship-Management seit |
| -------------- | ------------ | ------ | ------------- | -------------------------------- | ----------------- | -------------------- |
| ANGELA         | 3.540        | 2009   | Yamanishi     | Fertility Devpt Co Ltd/Wah Kwong | Pressurised       | 20/10/2006           |
| AVANCE         | 83.000       | 2002   | Kawasaki HI   | Avance Gas                       | VLGC              | 05/04/2005           |
| BASTOGNE       | 35.229       | 2002   | Hyundai HI    | Exmar/Teekay                     | Midsize           | 21/09/2011           |
| BRUGGE VENTURE | 35.418       | 1997   | Mitsubishi HI | EXMAR/Teekay                     | Midsize           | 21/04/2013           |
| BRUSSELS       | 35.454       | 1997   | Mitsubishi HI | EXMAR/Teekay                     | Midsize           | 04/05/2005           |
| COURCHEVILLE   | 28.006       | 1989   | Boelwerf      | EXMAR/Teekay                     | Midsize           | 01/08/1996           |
| ELISABETH      | 3.452        | 2009   | Yamanishi     | Laurel Carriers Inc/Wah Kwong    | Pressurised       | 15/10/2012           |
| EUPEN          | 38.961       | 1999   | Mitsubishi HI | EXMAR/Teekay                     | Midsize           | 14/12/2002           |
| JOAN           | 3.540        | 2007   | Yamanishi     | Universal Crown Ltd/Wah Kwong    | Pressurised       | 06/07/2009           |
| LIBRAMONT      | 38.445       | 2006   | DSME          | EXMAR/Teekay                     | Midsize           | 16/05/2006           |
| MAGDALENA      | 3.541        | 2008   | Yamanishi     | Hallsworth Marine/Wah Kwong      | Pressurised       | 09/05/2012           |
| MARIANNE       | 3.539        | 2008   | Yamanishi     | Croxford Ltd/Wah Kwong           | Pressurised       | 09/09/2009           |
| TEMSE          | 12.030       | 1995   | Boelwerf      | EXMAR/Teekay                     | Semi-refrigerated | 01/09/1995           |
| TOURAINE       | 39.270       | 1996   | Hitachi Zosen | EXMAR/Teekay                     | Midsize           | 12/05/2003           |
| WAASMUNSTER    | 38.115       | 2013   | Hyundai Mipo  | EXMAR/Teekay                     | Midsize           | 01/04/2014           |
| WAREGEM        | 38.115       | 2014   | Hyundai Mipo  | EXMAR                            | Midsize           | 25/09/2014           |
| WARINSART      | 38.115       | 2013   | Hyundai Mipo  | EXMAR/Teekay                     | Midsize           | 06/06/2014           |

## Ammoniak-Schiffe
Lloyds Register hat Exmar eine grundsätzliche Genehmigung für seinen mit Ammoniak (NH3) betriebenen 40.000 m³ großen Midsize Gas Carrier (MGC) erteilt. Das ist ein wichtiger Meilenstein für die Entwicklung alternativer CO2-freier Kraftstoffe in der Schifffahrt. Die Jiangnan-Werft ist für die Schiffskonstruktion verantwortlich. Von Wärtsilä Gas Solutions werden die Ammoniak-Brennstoffversorgungssysteme geliefert.

Nutrien-Logo

Das Schiff soll aus der derzeitigen Ammoniakproduktion von Nutrien  aus Geismar, Louisiana, USA, mit Brennstoff versorgt werden. Nutrien ist ein kanadisches Bergbauunternehmen und der weltweit größte Produzent von Kalidünger sowie der zweitgrößte Hersteller von Stickstoffdünger. Das Unternehmen entstand 2018 durch die Fusion der beiden kanadischen Düngemittelproduzenten Potash Corporation of Saskatchewan und Agrium und hat seinen Hauptsitz in Saskatoon, der von PotashCorp übernommen wurde. Das kanadische Düngemittelunternehmen hat sich mit dem belgischen Unternehmen Exmar zusammengetan, um die Emissionen in der Schifffahrt entscheidend zu senken. Mit dieser Partnerschaft wollen die Unternehmen die kommerzielle Entwicklung eines mit Ammoniak betriebenen Schiffs fördern mit dem Ziel, die Emissionen von Nutrien im Seeverkehr minimieren. Sie werden sich darauf konzentrieren, den sauberen Kraftstoff Ammoniak für den maritimen Sektor zu nutzen und zu fördern.

### Ammoniak als Brennstoff für die Schifffahrt
Ammoniak (NH3) ist ein wichtiger Rohstoff. Die weltweite Jahresproduktion von Ammoniak betrug um 2020 etwa 180 Millionen Tonnen, von denen etwa 80 Prozent für Düngemittel und der Rest für verschiedene industrielle Anwendungen und Produkte verwendet werden.
Reines Ammoniak – das zu 17 Prozent aus Wasserstoff besteht – enthält keinen Kohlenstoff, so dass bei vollständiger Verbrennung nur Stickstoff und Wasserdampf als Endprodukte emittiert werden. Daher besteht besonders für die Schifffahrt und Luftfahrt weltweit ein großes Interesse an der zukünftigen Verwendung von Ammoniak. Es bietet als Treibstoff im Vergleich zu anderen Treibstoffen erhebliche Vorteile und die bedeutenden Motorhersteller für Schiffsantriebe arbeiten derzeit an Motoren, die Ammoniak verbrennen.
Interessant ist besonders die zukünftige Versorgung mit „blauem“ Ammoniak, da bisher nur wenig „grünes“, d. h. CO2-feies Ammoniak auf dem Weltmarkt zur Verfügung steht. Die „grüne“ Ammoniak-Produktion, bei der die Ammoniakherstellung aus erneuerbarer (d. h. kohlenstofffreier) Energie erfolgt, wird durch die Verwendung von Wind- und Solar-Strom zur Elektrolyse von Wasserstoff aus Wasser ermöglicht. Der Wasserstoff wird dann mit Stickstoff aus der Luft kombiniert, um Ammoniak herzustellen. Kohlenstoffarmes „blaues“ Ammoniak wird z. B. aus Erdgas gewonnen, indem die Kohlenstoffemissionen während der Produktionsprozesse aufgefangen und dauerhaft gebunden werden.
Nutrien ist der drittgrößte Ammoniakproduzent der Welt und verfügt über eine Produktionskapazität von insgesamt rund 7 Millionen Tonnen pro Jahr, davon rund eine Million Tonnen „blaues“ Ammoniak in den kanadischen und US-Werken von Joffre sowie Redwater (Alberta) und Geismar (Louisiana).